# Бихевиоризм
Бихевиоризм (от англ. behaviour — поведение) — систематический подход к изучению поведения людей и животных. Он предполагает, что всё поведение состоит из рефлексов, реакций на определённые стимулы в среде, а также последствий индивидуальной истории, таких как подкрепление и наказание, совместно с настоящим мотивационным состоянием индивида и контролирующими стимулами. Хотя бихевиористы, как правило, принимают важную роль, которую играет наследственность в определении степени реагирования на разные факторы среды, они, прежде всего, фокусируются на средовых факторах.
Бихевиоризм сочетает элементы философии, методологии и психологической теории. Он появился в конце девятнадцатого века как реакция на глубинную психологию и другие традиционные формы психологии, которые зачастую не справлялись с экспериментальной проверкой предсказаний. Первые производные бихевиоризма могут быть отслежены уже в XIX веке, когда Эдвард Торндайк открыл закон эффекта (процесс, включавший в себя усиление поведения посредством подкрепления).
В течение первой половины двадцатого века Джон Б. Уотсон разрабатывал методологический бихевиоризм, который отвергал методы интроспекции и старался понять поведение, измеряя только наблюдаемое поведение и события. Но только в 1930-х Б. Ф. Скиннер предположил, что личные события, включая мысли и чувства, контролируются теми же переменными, что и наблюдаемое поведение. Это стало основой его философии радикального бихевиоризма. В то время как Уотсон и Павлов исследовали процедуры стимула-реакции классического обусловливания, Скиннер придавал значение контролирующей природе последствий и антецедентов (или дискриминативных стимулов), которые создают условия для поведения; техника стала известна как «оперантное обусловливание».
Радикальный бихевиоризм Скиннера преуспел в области экспериментов благодаря не использовавшимся ранее методам, которые открыли новые феномены. Но скиннеровское уклонение от теорий ограничило его развитие. Теоретический бихевиоризм признал, что историческая система, организм в нормальном состоянии обладает чувствительностью к стимулам и возможностью осуществлять реакции. На самом деле сам Скиннер признавал возможность того, что он называл «латентными» реакциями людей, однако не распространял эту идею на крыс и голубей. Набор латентных реакций и приводит к определённым последствиям.
Прикладной анализ поведения (англ. applied behavior analysis, ABA) — научная дисциплина, использующая принципы радикального бихевиоризма для решения практических проблем. В основном, применение ABA известно как метод терапии для людей с нарушениями развития, прежде всего терапии расстройств аутистического спектра. Однако этот метод имеет широкий спектр применения, включая профилактику распространения ВИЧ-инфекции, сохранение природных ресурсов, образование (в том числе для систематического повышения школьной успеваемости), геронтологию, поддержание здорового образа жизни и физическую культуру, промышленную безопасность, изучение языков, загрязнение природы, медицинские процедуры, воспитание детей, использование ремней безопасности, терапию при тяжёлых психических нарушениях, спорт, управление зоопарками и уход за животными, управление организационным поведением и борьбу со злоупотреблением наркотиками. Более того, хотя бихевиоризм и когнитивные школы психологии имеют теоретические расхождения, они дополняют друг друга в когнитивно-поведенческой терапии, которая приносит пользу в лечении определённых патологий, включая фобии, ПТСР и аффективные расстройства.

## Версии
Не существует универсально согласованной классификации, но за некоторыми направлениями закрепились названия:
- Методологический бихевиоризм: бихевиоризм Уотсона утверждает, что только публичные события (поведение индивида) можно объективно наблюдать, и, следовательно, личные события (мысли и чувства) следует игнорировать.[1][24] Это направление стало основой для раннего подхода модификации поведения[англ.] в конце 1970-х и начале 1980-х годов.
- Радикальный бихевиоризм: бихевиоризм Скиннера теоретизирует, что необходимо принять во внимание процессы внутри организма, в особенности личные события (такие как мысли и чувства), и предполагает, что переменные в среде контролируют эти внутренние события так же, как они контролируют наблюдаемое поведение. Радикальный бихевиоризм формирует философию, которая лежит в основе анализа поведения. Уиллард Ван Орман Куайн использовал многие идеи радикального бихевиоризма в своём изучении знания и языка[24].
- Телеологический бихевиоризм: пост-скиннеровский, целевой, близкий к микроэкономике. Фокусируется на объективном наблюдении как противоположности когнитивным процессам.
- Теоретический бихевиоризм: пост-скиннеровский, признаёт наблюдаемые внутренние состояния («под кожей» когда-то означало «ненаблюдаемое», но современные технологии устраняют эти ограничения); динамичен, но эклектичен в выборе теоретических структур, делает акцент на экономии. Двумя подтипами теоретического бихевиоризма являются:
  - Халлианский и пост-халлианский: теоретический, групповые данные, не динамичен, физиологичен.
  - Целевой: бихевиористическое предвосхищение когнитивной психологии Толмена.
- Биологический бихевиоризм: пост-скиннеровский, сосредотачивается на перцептивном и моторном модулях поведения, теории поведенческих систем.
- Психологический бихевиоризм[англ.]: предложенная Артуром В. Стаатсом, эта версия бихевиоризма сосредотачивается на практическом контроле поведения человека. Известен своим использованием тайм-аутов, жетонным подкреплением и другими методами, которые оказали значимое влияние на современные подходы к детскому развитию, образованию и патопсихологии[25][26]

### Радикальный бихевиоризм
Б. Ф. Скиннер предложил радикальный бихевиоризм как фундамент экспериментального анализа поведения. Различные аспекты этого взгляда отличаются от других подходов к поведенческим исследованиям. В особенности он выделяется на фоне методологического бихевиоризма, поскольку принимает чувства, состояния сознания и интроспекцию, как поведение, которое можно изучать научно. Как и методологический бихевиоризм, он отрицает рефлекс в качестве модели всего поведения и считает науку о поведении независимой от физиологии, которая, однако, может её дополнить. Радикальный бихевиоризм имеет много общего с другими философскими позициями, такими как американский прагматизм.

### Экспериментальные и концептуальные нововведения
Эта философская позиция стала существенным образом сильнее благодаря успеху ранних экспериментальных работ с крысами и голубями Скиннера, которые собраны в книгах «Поведение организмов» и «Режимы подкрепления». Особую значимость составил его концепт оперантной реакции, который представляется каноничным примером крысы, нажимающей на рычаг. В противоположность физиологической или рефлекторной реакциями, оперант — класс структурно отличающихся, но функционально эквивалентных реакций. Например, крыса может нажимать рычаг левой лапой, правой или хвостом, но все эти реакции одинаково воздействуют на окружающий мир и имеют общее последствие. Оперантные реакции часто представляют как вид, в котором особи отличаются, но объединены общей функцией репродуктивного успеха. Существует очень чёткое различие между теорией Скиннера и теорией стимула-реакции.
Эмпирическая работа Скиннера расширила ранние исследования на тему научения путём проб и ошибок Торндайка и Гатри как с концептуальными переформулировками — понятие «ассоциации» или «соединения» Торндайка было отвергнуто; так и с методологическими — использование «свободного операнта», названного так потому животному было разрешено реагировать в произвольном темпе, а не в серии проб, которые определялись процедурами экспериментатора. Используя этот метод, Скиннер провёл значительную экспериментальную работу по воздействию различных режимов подкрепления и скорости подачи подкрепления на скорость осуществления оперантных реакций, производимых крысами и голубями. Он достиг значительного успеха в тренировке животных выполнять неожиданные реакции, осуществлять большое количество реакций и демонстрировать эмпирические закономерности на чисто эмпирическом уровне. Благодаря этому его концептуальный анализ стал правдоподобным. Именно благодаря концептуальному анализу, который прослеживается в его плодотворной работе «Нужны ли теории научения?», его деятельность выделялась своей точностью среди остальных. В этой работе он критикует то, что считал теоретической слабостью, которая тогда была распространена в психологических исследованиях. Важным потомством экспериментального анализа поведения является сообщество количественного анализа поведения.

## Респондентное (классическое) обусловливание
Рефлекс включает в себя респондентное поведение, которое вызывается биологически релевантным стимулом. Когда стимул (S) автоматически вызывает (→) стереотипную реакцию (R) или респондент, взаимоотношение S → R называется рефлексом. Рефлекс наследуется в том смысле, что у животных, которые быстро и точно реагировали на определённые стимулы, вероятность выжить и размножиться была гораздо больше, чем у других организмов. Например, животные, которые пугаются и убегают в ответ на внезапный шум, могут спастись от хищника, и рефлекс испуга может обеспечить им адаптивное преимущество перед теми организмами, которые не убегают или медленнее реагируют в ответ на шум. Таким образом, рефлексы отбираются на протяжении всей истории видов. И конечно же, многообразие видов организмов отражает различные наборы рефлексов.
Респондентное обусловливание происходит, когда нейтральный или, иначе, не оказывающий никакого влияния стимул, сочетается с безусловным стимулом. Например, респондентное обусловливание проявляет себя, когда жужжание пчелы (нейтральный стимул) сочетается с ужалением (безусловный стимул). Обычно после этого обусловливания жужжание пчелы заставляет людей избегать её (респондент). В начале XX века русский физиолог Иван Петрович Павлов подробно изучил этот вид обусловливания. Он наблюдал, что собаки, когда им помещали в рот еду, выделяли слюну. Связь между стимулом еды и реакцией слюноотделения называется безусловным рефлексом, который является частью генетического наследия организма. Однако, когда Павлов звонил в колокольчик непосредственно перед кормлением собак, слюноотделение вызывалось звуком колокольчика. В этом случае, ранее нейтральный стимул (звук колокольчика) начинал контролировать респондентное поведение слюноотделения.
Респондентное обусловливание является одним из способов адаптации организмов к требованиям среды. Пасущиеся животные, которые реагируют на звук шуршащей травы и бегут прочь, менее вероятно станут добычей, чем те животные, которые ждут появления хищника. Все виды, которые проходили тестирование, включая людей, демонстрируют такой вид обусловливания. В терминах человеческого поведения, многое из того, что нам нравится или не нравится, основывается на респондентом обусловливании. Обычно, когда с нами случается что-то плохое или хорошее, мы проявляем эмоциональную реакцию. Эти эмоциональные реакции могут быть обусловлены другими людьми, которые присутствуют при возникновении положительных или отрицательных событий. Таким образом, респондентное обусловливание играет важную роль в наших социальных взаимоотношениях, в значительной степени определяя, как мы относимся к нашим друзьям или врагам.

## Оперантное обусловливание
Оперантное обусловливание предполагает контроль поведения его последствиями. Б. Ф. Скиннер называл такой контроль поведения оперантным обусловливанием, потому что в определённой ситуации или обстановке (Sd), поведение (R) воздействует на среду и генерирует результат или последствия (Sr). Оперант — любое поведение, которое воздействует на среду и генерирует последствия. Результат или последствие, в свою очередь, изменяет вероятность того, что оперант произойдёт вновь в подобной ситуации. Во время оперантного обусловливания организм проявляет оперантное поведение, основанное на его генетическом наследии; оперант генерирует последствия, которые увеличивают (или уменьшают) частоту реакций в определённой ситуации. В лаборатории, крыса, находящаяся в камере, может получить пищу, если она нажимает рычаг, когда горит свет. Если частота нажатия на рычаг увеличивается в присутствии света, произошло оперантное обусловливание, и еда выполняет функцию подкрепления (Sr) для оперантной реакции. В этом примере свет (Sd), в конечном итоге, создаёт условия для нажатия на рычаг в том смысле, что оперант произойдёт наиболее вероятно, если свет включён, но, произойдёт наименее вероятно, если свет выключен. То есть частота нажатия на рычаг увеличивается при наличии света (Sd). Однако, включение света не принуждает к нажатию рычага и не вызывает эту реакцию, как в случае с условным стимулом; оно просто увеличивает вероятность реакции нажатия, когда свет есть. Свет начинает контролировать поведение из-за истории подкреплений нажатия на рычаг в присутствие света, и отсутствия подкрепления, когда свет выключен.
Большая часть того, что мы обычно называем произвольным, умышленным или целенаправленным действием, анализируется как оперантное поведение. Оперантное обусловливание происходит, когда улыбающегося ребёнка берут на руки. Если частота улыбок в присутствии взрослых увеличивается из-за социального внимания, то улыбка — оперант и такое изменение в частоте — результат обусловливания. Появление взрослого (Sd) создаёт условия для младенческой улыбки только по прошествии оперантного обусловливания. Когда появляется взрослый, частота улыбки увеличивается; также улыбка проявляется с низкой частотой, если вокруг никого нет. В более сложном примере с видеоиграми, наличие мишеней на экране (Sd) создаёт условия для нажатия последовательности клавиш (оперант), что приводит к поражению мишени (Sr) и увеличивает вероятность последующих реакций. Среди других примеров оперантного поведения — поездка на машине на работу, разговор по телефону ради развлечения, конспектирование лекций для сдачи теста, покупка продуктов в магазине, чтение книги для удовольствия, написание курсовой для зачёта и проведение эксперимента для решения научного вопроса. В каждом из этих случаев, оперант отбирается последствиями.

### Различие между подкреплением и наградой
Последствия, которые следуют за человеческим поведением, часто созданы другими людьми и как правило называются наградами. Если человеку предлагают сделать что-то за вознаграждение, мы называем это побуждением. Награда и побуждение — социальные последствия человеческого поведения. Студент, который усердно учится на протяжении всего курса, может получить хорошую оценку в качестве награды. Другому студенту могут сказать, что если он будет усердно учиться, то под конец курса получит хорошую оценку. Как в одном, так и в другом случае награда или побуждение могут как выступать в качестве подкрепляющего последствия, так и не выступать. Только в том случае, когда высокая оценка усиливает (или поддерживает) последующее обучение в будущем, она является подкреплением. Таким образом, награда и побуждение — не то же самое, что подкрепление.
Один человек может усердно работать ради оценки, в то время как другой не прикладывает к этому никаких усилий. Оба получают награду в виде высшей оценки, но теперь один из них будет учиться больше, а другой не будет. Объясняя то, почему награда является подкреплением для одного человека, а для другого — нет, поведенческие аналитики акцентируют своё внимание на индивидуальной истории подкрепления. В одной семье получение высоких оценок приводило ко многим другим подкрепляющим последствиям, таким как похвала и одобрение, которые в конечном счёте связаны с безусловными подкрепителями, включающими кров и питание. В этих условиях высокие оценки становятся условными подкрепителями для учебной успеваемости. В другой семье высокие оценки не приводили к подкрепляющим последствиям и не выступали в качестве подкрепления для учебного поведения. Одна крыса будет трудиться, чтобы включить свет, если он сигнализировал подачу пищи в прошлом; другая крыса без этого опыта не будет трудиться, чтобы включить свет. Подкрепляющие последствия света для крысы и оценки для студента зависят от предшествующей истории подкрепления.

## Отбор как причинный процесс
Б. Ф. Скиннер рассматривал психологию как изучение поведения организмов. С этой точки зрения психология — часть биологии. Основным организационным принципом современной биологии является эволюция путём естественного отбора. Скиннер обобщил этот принцип в более широкий — отбор последствиями. Отбор последствиями работает на трёх уровнях:
1. отбор среди поколений генов, связанных с выживанием и размножением (естественный или дарвиновский отбор);
2. отбор поведения в течение жизни конкретного организма (отбор при помощи оперантного обусловливания);
3. отбор паттернов поведения (обычаи, традиции, ритуалы) группы людей, которые выходят за пределы жизни одного человека (культурный отбор).

На каждом уровне организованные средой последствия ведут отбор частоты генетических, поведенческих или культурных форм.
Отбор последствиями — форма причинного объяснения. В науке мы говорим о двух видах причин: непосредственные и отдалённые. Непосредственные причины — то, что изучает физика и химия — «бильярдный шар», своего рода процесс, где мы пытаемся выделить цепочку событий, которая оказывает прямое воздействие. Например, химические реакции объясняются описанием молекулярных взаимодействий. В изучении поведения объяснение через непосредственную причину может относиться к физиологии и биохимии организма. Например, нажатие на рычаг, которое совершает крыса, чтобы получить еду, или игра в рулетку, в которой участвует человек, могут сопровождаться выбросом эндогенных опиатов или дофамина в гипоталамусе.
В противоположность этому, отдалённые причины типичны для таких наук, как эволюционная биология, геология и астрономия. В этом случае мы объясняем некоторые феномены, указывая на отдалённые события, которые сделали их возможными. Таким образом, причина, объясняющая характеристики вида (например, размер, окраска, превосходное зрение и др.) включает в себя влияние естественного отбора на генофонд родительской популяции. Эволюционное объяснение окраски видов, например, будет включать указание на то, как эта характеристика улучшает репродуктивный успех организмов в определённой экологической среде. То есть, естественный отбор окраски объясняет, почему эта характеристика присутствует в популяции.
На поведенческом уровне принцип отбора последствиями — форма объяснения через отдалённую причину, которая называется функциональным анализом. Когда крыса учится нажимать на рычаг для получения еды, мы объясняем это поведение, указывая на его прошлые последствия (функция поведения). Таким образом, текущая частота нажатия на рычаг объясняется сопряжённостью между нажатием на рычаг и подачей еды в прошлом. Поведение крысы было отобрано его историей подкреплений.
Внешние переменные, функцией которых является поведение, дают основу для того, что можно назвать каузальным или функциональным анализом. Мы берёмся предсказать и контролировать поведение отдельного организма. Это наша «зависимая переменная» — следствие, причину которого ищем. Наши «независимые переменные» — причины поведения — это внешние условия, функцией которых является поведение. Отношения между ними — «причинно-следственные связи» в поведении — это законы науки. Синтез этих законов, выраженный в количественных понятиях, даёт всеобъемлющую картину организма как действующей системы.Б. Ф. Скиннер
Объяснения как через непосредственную причину, так и через отдалённую приемлемы в науке. Поведенческие аналитики всегда акцентировали своё внимание на функциональном анализе и на отборе последствиями (отдалённая причина), но сейчас они также интересуются анализом физиологических и нейрохимических процессов (непосредственная причина). В конечном итоге, оба вида причин обеспечат более полное объяснение научения и поведения. Однако на практическом уровне, понимания сопряжённостей подкрепления (как контекст контролирует поведение) достаточно для того, чтобы предсказывать и контролировать поведение.
…Эта позиция иногда характеризуется видением человека как «чёрный ящик», игнорируя его содержание. Поведенческие аналитики стали бы изучать изобретение и использование часов, не задаваясь вопросом, как они устроены. Но ничто не игнорируется. Поведенческие аналитики оставляют то, что находится внутри «чёрного ящика» для тех, у кого есть инструменты и методы, необходимые для точного изучения. Существует два неизбежных промежутка в любом поведенческом объяснении: один между действием среды и реакцией организма, и один между последствиями и изменением в поведении как результат их воздействия. Только наука о мозге может заполнить эти промежутки. Делая это, она завершает объяснение; она не даёт другого объяснения тем же вещам. Поведение человека, в конечном счёте, будет объяснено, потому что оно может быть объяснено только в совместной работе этологии, науки о мозге и анализа поведения. Анализу поведения незачем ждать, пока наука о мозге сделает свою часть. Поведенческие факты не изменяются, и их достаточно как для науки, так и для технологии. Наука о мозге может открыть другие виды переменных влияющих на поведение, но она обратится к анализу поведения за чистейшим объяснением их воздействия.Б. Ф. Скиннер

## Анализ поведения в XXI веке
Ранний термин «модификация поведения» является устаревшим с начала 1990-х годов. В настоящее время он подразумевает кратковременное возрождение методологического бихевиоризма в начале 1950-х годов, а затем ещё одно с 1970-х до 1980 года. Прикладной анализ поведения — термин, появившийся в этой процветающей области и заменивший модификацию поведения.
Международная ассоциация анализа поведения (ABAI) в настоящий момент включает в себя 32 штата и региональные секции в США. Около 30 дополнительных секций находятся в Европе, Азии, Южной Америке и на юге Тихого Океана. Вдобавок к 34-м ежегодным конференциям, проводимыми ABAI в США и Канаде, ABAI провела пятую ежегодную международную конференцию в Норвегии в 2009. Независимое развитие анализа поведения за пределами США также продолжается. Например, сообщество анализа поведения в Англии было основано в 2013, чтобы продолжать развитие науки и практики. Говоря о мотивации, имеется сильная заинтересованность в разнообразии мотивирующих поведение факторов. Также можно утверждать, что вся индустрия психологического консультирования если не полностью, то частично основана на анализе индивидуального поведения. Некоторые могут предположить, что настоящее быстрое изменение в организационном поведении может быть частично приписано к некоторым из этих или близких к ним теориям.
Сегодня интересы поведенческих аналитиков имеют широкий спектр. Среди них все, начиная от проблем с развитием и аутизма, до культурной психологии, клинической психологии, речевого поведения, управления организационным поведением (OBM — Organizational Behavior Management).
Лечение людей с расстройствами аутистического спектра усиленно распространялось с середины 1990-х годов. Потребность в таком роде услуг способствовало формированию профессиональной программы аттестации под руководством Международной сертификационной комиссии BACB, аккредитированной Национальной комиссией по сертификации (NCCA). На начало 2012 года существует более 300 обучающих программ, одобренных BACB, которые предлагают около 200 колледжей и университетов по всему миру, а также 11 000 специалистов с сертификатом BACB, большинство из которых работает в США. Ассоциация профессиональных поведенческих аналитиков была сформирована в 2008 году для решения проблем связанных с работой специалистов ABA.
Современный анализ поведения совершил серьёзный прорыв в исследованиях и решении прикладных задач, связанных с языком и мышлением благодаря развитию теории относительного фрейминга (RFT, relational frame theory — пост-скиннеровская теория языка и мышления). RFT также является эмпирической основой терапии принятия и ответственности (ACT). Более того, исследователи и практикующие RFT/ACT получили значительную известность благодаря сформированной ими организацией — ассоциации контекстуальной поведенческой науки (ACBS). За несколько лет своего существования она быстро разрослась и набрала 5000 членов по всему миру.
На данный момент наиболее известными журналами являются журнал прикладного анализа поведения, журнал экспериментального анализа поведения, журнал управления организационным поведением, Behavior and Social Issues (BSI), а также Psychological Record. На сегодня в США существует 14 сертифицированных ABAI программ докторской степени и степени магистра для всеобъемлющего изучения анализа поведения.
Бихевиоризм значим в области педагогики. Так в системе образования США популярны подходы, основанные на идеях бихевиоризма, которые используются как для улучшения показателей — учебной успеваемости, дисциплины, посещаемости у всех детей, так и для инклюзии детей с ограниченными возможностями здоровья и проблемами с социализацией (например, с РАС) в общеобразовательные классы. Наиболее разработанным является прикладной анализ поведения — технологическая реализация функционального анализа поведения: методы разбора и изменения условий с целью коррекции поведения. Прикладной анализ поведения стал единственной конкретной методикой, рекомендуемой для применения в школах законом о совершенствовании образования лиц с инвалидностью (Individuals with Disabilities Education Improvement Act, 2004).

## Список некоторых бихевиористов
- Дональд М. Байер
- Альберт Бандура
- Дермот Барнс-Холмс
- Владимир Бехтерев
- Сидней Бижу
- Эдвин Рей Гатри
- Стивен Хайес
- Ричард Херрнштейн
- Роберт Эпштейн
- Кларк Халл
- Брайан Ивата
- Алан Каздин
- Фред Келлер
- Джон Леви
- Марша Лайнехан
- Оле Ивар Ловаас
- Нил Миллер
- Орвал Хобарт Морер
- Уильям Баум
- Джон Стаддон
- Чарлз Осгуд
- Иван Павлов
- Мюррей Сидман
- Б. Ф. Скиннер
- Кеннет Спенс
- Эдвард Торндайк
- Эдвард Толмен
- Джон Уотсон
- Монтроз Вулф
- Мекка Чиеза
- Генри Шлингер